# Meskiaggasher
Mesh-ki-ang-gasher (Mèš-ki-áĝ-ga-še-er, Meš-ki-aĝ-gašer; translitterato Mes-Kiag-Gasher, Mesh-Ki-Ang-Gasher, Meskiagkasher, Meckiagkacer e ulteriori varianti; fl. XXVIII secolo a.C.) era un leggendario Re Sumero ed è accreditato, secondo la Lista dei re sumeri, di essere il fondatore della dinastia di Uruk ed il padre del leggendario Re Enmerkar.
Si ritiene che abbia regnato intorno al 2800 a.C.   (Antica età del bronzo II, 3000 a.C. - 2700 a.C.).
"In Eanna, Meš-ki-aĝ-gašer, il figlio di Utu, diventa en e lugal; regnò per 324 [varianti: 325] anni Mes-ki-AG-Gaser entrò nel mare e scomparve... Enmerkar, il figlio di Mes-ki-AG-Gaser, il re di Unug, che ha costruito Unug [varianti: sotto il quale è stato costruito Unug], divenne re; regnò per 420 anni.
In Eanna Meskiangasher, figlio del dio Utu, divenne Signore; divenne re e regnò 324 anni. Meskiangasher si immerse nel mare e venne fuori in direzione della montagna.
Eanna, transl. E-ana ("Casa del Paradiso") era il nome del tempio di Inanna a Uruk. Si ritiene che durante il regno di  Mesh-ki-ang-Gasher fosse la fortezza o il castello attorno al quale il figlio avrebbe costruito la città di Uruk, e che sarebbe diventato il tempio principale della sua dea protettrice.
A differenza dei suoi successori Enmerkar, Lugalbanda, Dumuzi il pescatore, e Gilgamesh, Mesh-ki-ang-gasher non è citato nell'epica Sumera o in altre leggende relative alla lista dei Re. La sua natura come il figlio del dio del sole, il fondatore di una dinastia di grandi e la sua misteriosa "scomparsa" nel mare, e successiva riapparizione in direzione della montagna, danno un sapore per lo più mitologico, forse collegata al ciclo astrale di Utu, dio del Sole.
Il suo figlio Enmerkar viene anche chiamato "figlio di Utu" nella leggenda sumera Enmerkar e il signore di Aratta dove, oltre alla fondazione di Uruk, a Enmerkar è accreditata anche la costruzione di un tempio a Eridu e anche l'invenzione della Scrittura.
Nel sistema di David Rohl di identificazioni di persone dell'Età del Bronzo, con personaggi della Bibbia Ebraica, Mesh-ki-ang-gasher corrisponde al personaggio biblico Cush.